# Los diez cánones del cálculo
Se les llama Los diez cánones del cálculo a una antigua colección de diez obras de matemática china, compilados por el matemático de la dinastía Tang Li Chunfeng (602-670), como el libro de texto oficial para el examen imperial de matemáticas.
Los diez cánones del cálculo incluyen:
1. Zhoubi Suanjing (El clásico matemático de la sombra de Zhou)
2. Jiuzhang Suanshu (Los nueve capítulos sobre arte matemático)
3. Haidao Suanjing (El clásico matemático de la Isla de Mar)
4. Sun Zi Suanjing (El clásico matemático de Sun Zi)
5. Zhang Qiujian Suanjing (El clásico matemático de Zhang Qiujian)
6. Wucao Suanjing (El clásico matemático de los Cinco Departamentos Administrativos)
7. Xiahou Yang Suanjing (El clásico matemático de Xiahou Yang)
8. Wujing Suanshu (Prescripciones computacionales de los Cinco Clásicos)
9. Jigu Suanjing (Continuación de la antigua matemática)
10. Zu Chongzhi (Método de interpolación)

Fue especificado en las leyes de la dinastía Tang sobre el examen que el Sun Zi Suanjing y el Wucao Suanjing juntos requerían un año para estudiarse;  Jiuzhang Suanshu y Haidao Suanjing tres años; Jigu Suanjing tres años; Zhui Shu cuatro años; y Zhang Qiujian Suanjing y Xiahou Yang Suanjing un año cada uno.
El gobierno de la dinastía Song promovió el estudio de las matemáticas. Había dos ediciones xilográficas del gobierno de Los diez cánones del cálculo en los años 1084 y 1213. La amplia accesibilidad a estos textos matemáticos contribuyeron en el florecimiento de la matemática en las dinastías Song y Yuan, inspirando a matemáticos como Qin Jiushao, Yang Hui, Li Ye, Zhu Shijie y Jia Xian.
En la dinastía Ming, durante el reino del Yongle, alguno de los Diez cánones fueron copiados en la Enciclopedia Yongle. Durante el reino de Qianlong en la dinastía Qing, el especialista Dai Zhen hizo copias del Zhoubi Suanjing, Jiuzhang Suanshu, Haidao Suanjing, Sun Zi Suanjing, Zhang Qiujian Suanjing, Wucao Suanjing, Xiahou Yang Suanjing, Wujing Suanshu, Jigu Suanjing y Shushu Jiyi desde la Enciclopedia Yongle y los transfirió a otra enciclopedia, la Siku Quanshu.

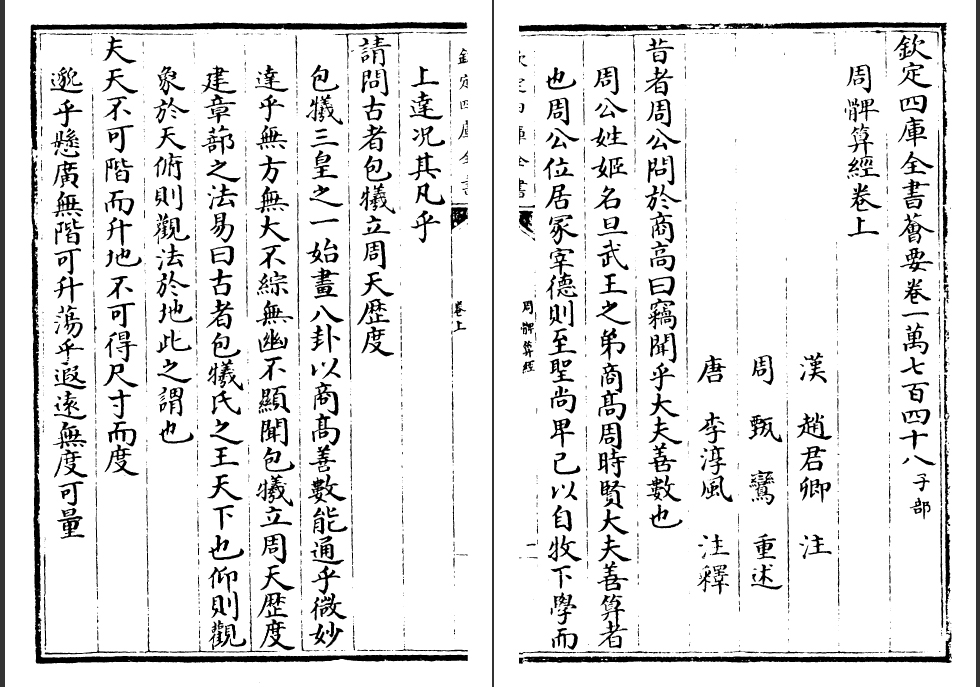
Zhoubi Suanjing.
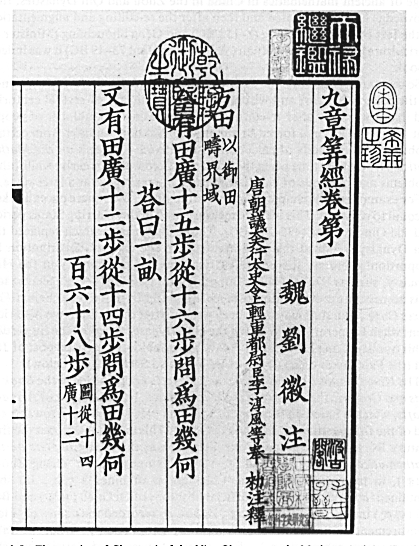
Jiuzhang Suanshu.
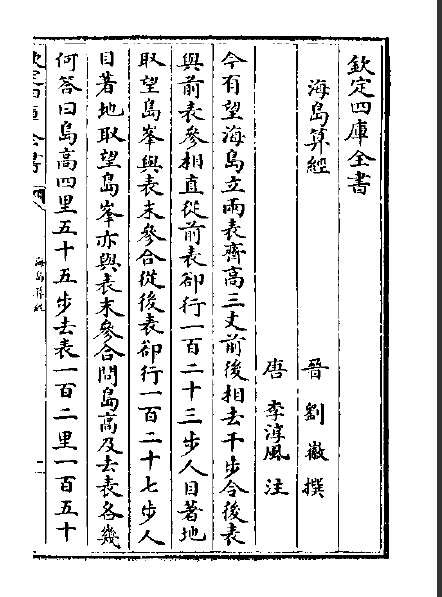
Haidao Suanjing.
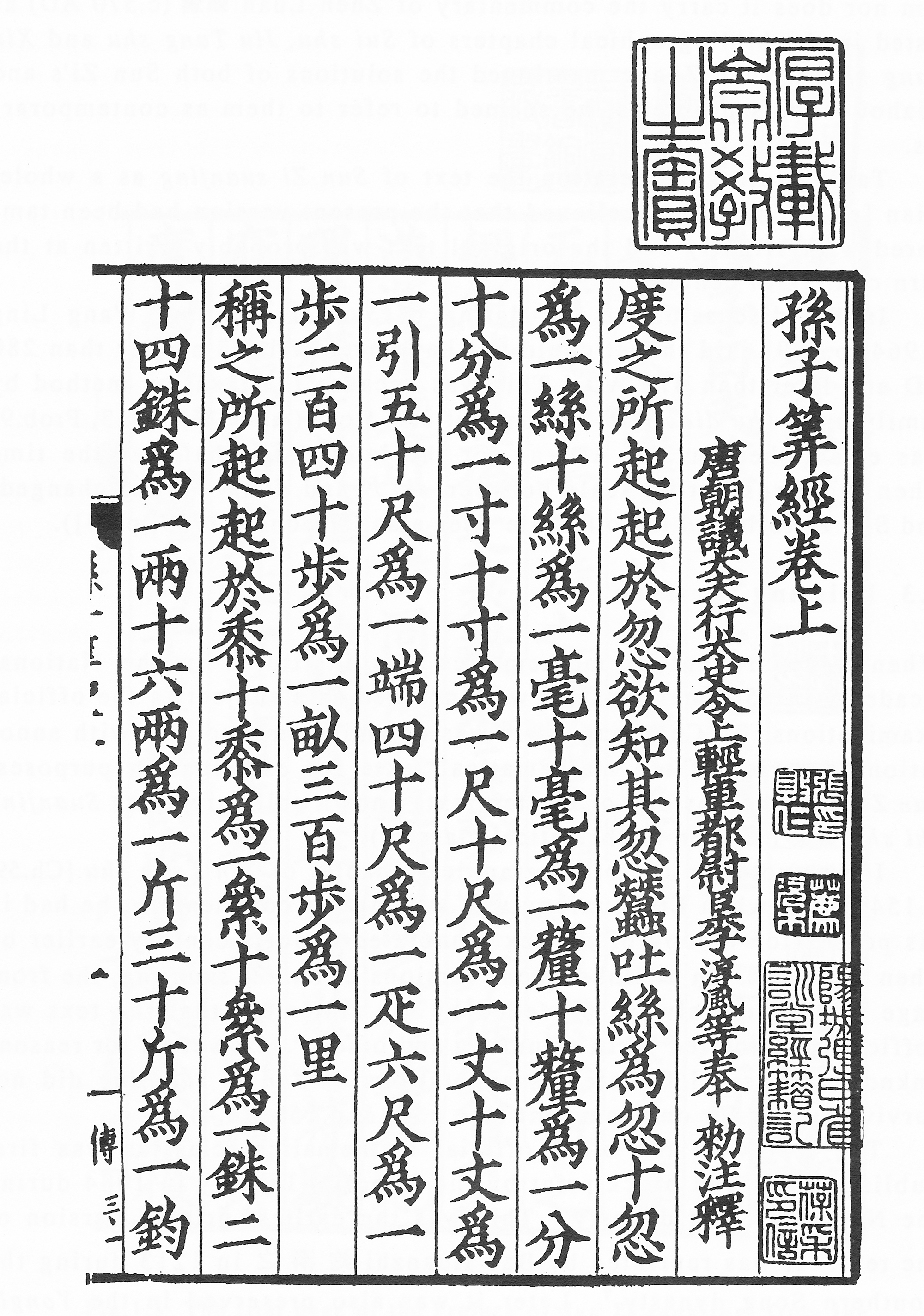
Sun Zi Suanjing.
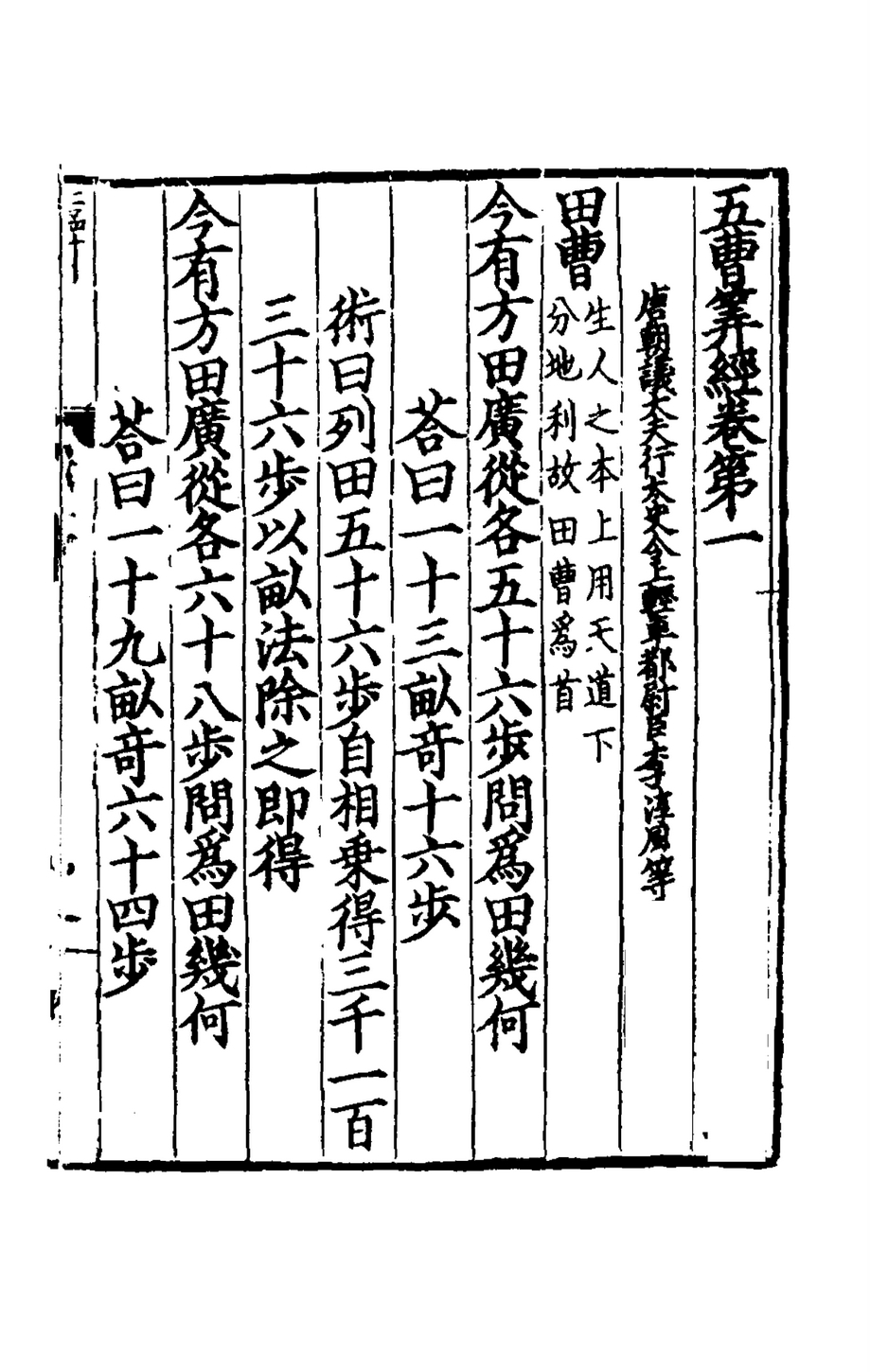
Wucao Suanjing.
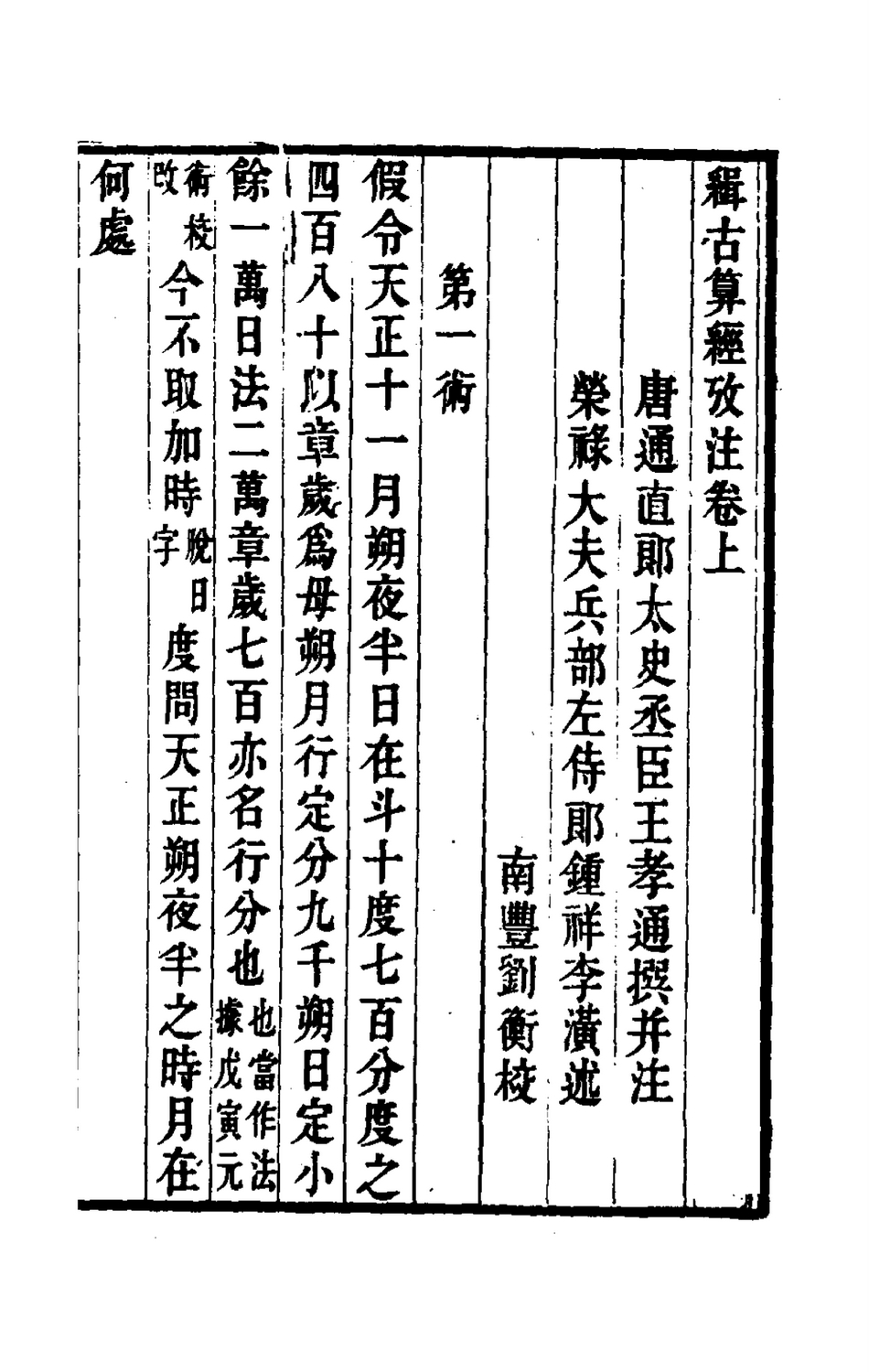
Jigu Suanjing.
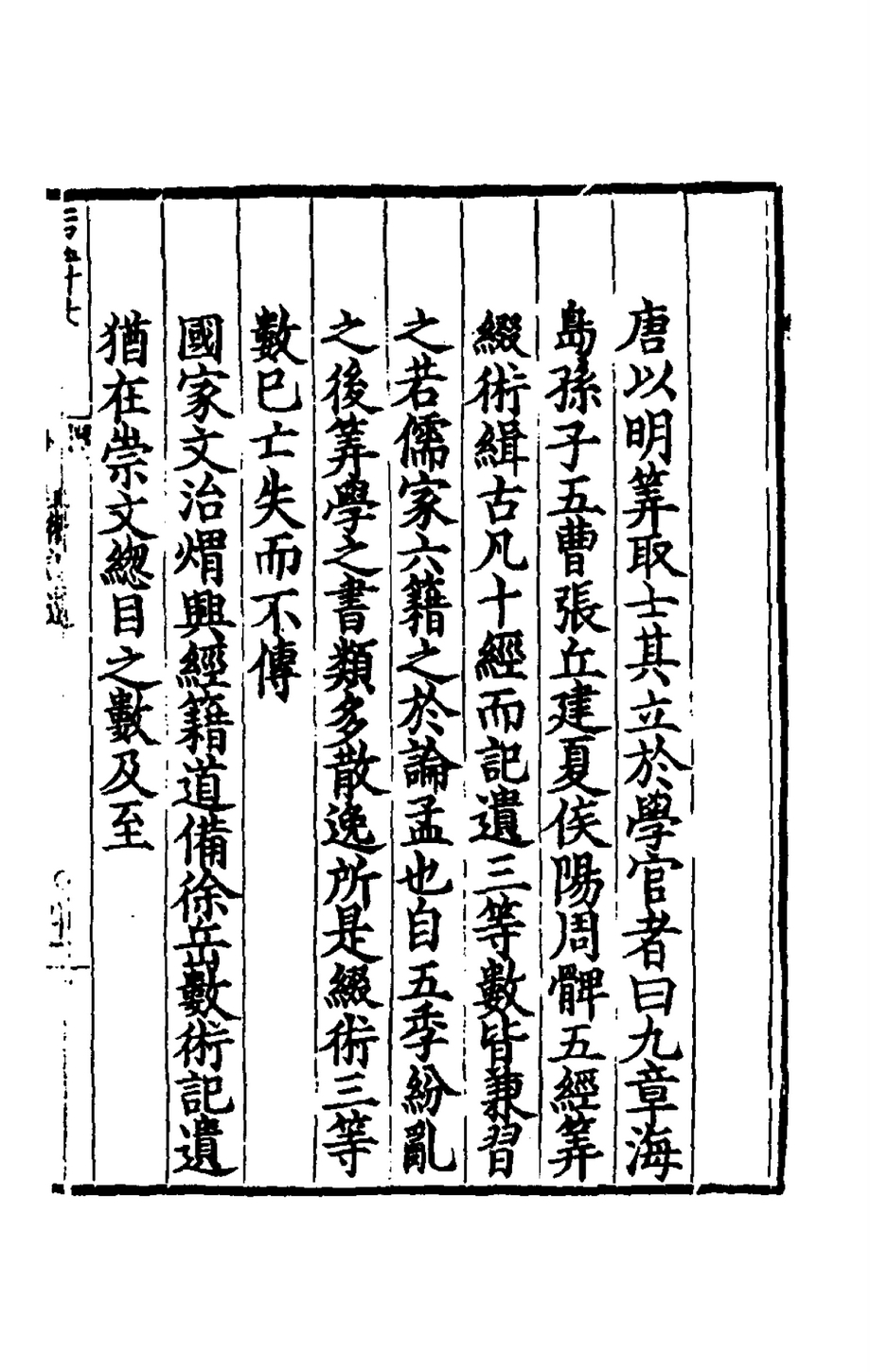
Shushu Jiyi.